# Liste der Baudenkmäler in Augsburg-Pfersee-Nord
In der Liste der Baudenkmäler in Pfersee-Nord sind die Baudenkmäler im Augsburger Stadtbezirk Pfersee-Nord im
Planungsraum Pfersee
(VIII)
aufgelistet. Zu diesen Baudenkmälern gibt es auch eine Bildersammlung.
Diese Liste ist eine Teilliste der Liste der Baudenkmäler in Augsburg. Grundlage der Liste ist die Bayerische Denkmalliste, die auf Basis des bayerischen Denkmalschutzgesetzes vom 1. Oktober 1973 erstmals erstellt wurde und seither durch das Bayerische Landesamt für Denkmalpflege geführt und aktualisiert wird. Die folgenden Angaben ersetzen nicht die rechtsverbindliche Auskunft der Denkmalschutzbehörde.

## Einzelbauwerke
| Lage                                                                           | Objekt                                                                                 | Beschreibung | Akten-Nr.                | Bild                                                                                   |
| ------------------------------------------------------------------------------ | -------------------------------------------------------------------------------------- | --- | ------------------------ | -------------------------------------------------------------------------------------- |
| Augsburger Straße 12 (Standort)                                                | Ehemalige Michaelsapotheke                                                             | Zweigeschossiger asymmetrischer Eckbau mit Erkern, Loggia, Mosaik und Fresko, um 1905 | D-7-61-000-106 Wikidata  | weitere Bilder                                                                         |
| Augsburger Straße 16 (Standort)                                                | Mietshaus                                                                              | Dreigeschossiger Bau mit flachem Walmdach und übergiebeltem Mittelrisalit, spätklassizistisch, um 1880, um 1978 verändert | D-7-61-000-107 Wikidata  | Mietshaus                                                                              |
| Augsburger Straße 36, 36 1/2 (Standort)                                        | Mietshaus                                                                              | Dreigeschossiges, symmetrisch gegliedertes Doppelhaus mit Mansardwalmdach, polygonalen Eckerkern, Zwerchgiebeln und vegetabilischem Putzdekor, bezeichnet „1914“ | D-7-61-000-109 Wikidata  | weitere Bilder                                                                         |
| Deutschenbaurstraße 3 b (Standort)                                             | Westfriedhof                                                                           | Im Kern ehemaliger Friedhof Pfersee (Grabfelder 1–8), mit Grabdenkmälern des 19./20. Jahrhundert, ab 1914/15 Erweiterung nach Westen mit teilsymmetrischer Anlage um die zentrale Achse zwischen Torhaus und Aussegnungshalle, mit Urnenhain und Kriegsgräber-Gedenkstätte, zweite Erweiterung um das Rondell im Nordbereich größtenteils nach 1945 Torgebäude, erdgeschossiger Walmdachbau mit Volutengiebeln, in neubarocken Formen, von Otto Holzer, bezeichnet „1915“ Aussegnungshalle, zweigeschossiger asymmetrischer Bau mit Mansardwalmdach und Laterne, in Formen des späten Jugendstils, von Otto Holzer, bezeichnet „1915“, mit Ausstattung Teile der alten Ummauerung | D-7-61-000-976           | weitere Bilder                                                                         |
| Eberlestraße 28 (Standort)                                                     | Verwaltungsgebäude von J. N. Eberle & Cie.                                             | Zweigeschossiger Backsteinbau mit Flachdach und Attika, zweifarbige Ziegelfassade in rot und gelb mit Fensterfaschen und Mittelrisalit aus Beton, in Jugendstilformen, von Jean Keller, 1907 Vorgartenzaun, wohl gleichzeitig | D-7-61-000-1158 Wikidata | Verwaltungsgebäude von J. N. Eberle & Cie.                                             |
| Hessenbachstraße 1 (Standort)                                                  | Hausmadonna                                                                            | Neugotisch, zweite Hälfte 19. Jahrhundert | D-7-61-000-401 Wikidata  | Hausmadonna                                                                            |
| Kirchbergstraße 23, Eberlestraße 29 (Standort)                                 | Verwaltungsbau der ehemaligen Mechanischen Weberei am Mühlbach, jetzt Christian Dierig | Zweigeschossiger Flachdachbau mit Blankziegelfassade und Fassadengliederung durch Betonelemente, von Thormann und Stiefel, um 1905/10 Shedbau, erdgeschossiger Bau mit Attikazone, feingegliederter Blankziegelfassade und Betonung der Eingangsbereiche durch Giebel, von Thormann und Stiefel, um 1905/10 Zugehöriger Kamin auf hohem Sockel | D-7-61-000-543 Wikidata  | Verwaltungsbau der ehemaligen Mechanischen Weberei am Mühlbach, jetzt Christian Dierig |
| Leonhard-Hausmann-Straße 26 u. 28, Pater-Roth-Straße 1 – 7 (unger.) (Standort) | Ehemalige Arbeiter-Wohnhäuser der Mechanischen Weberei am Mühlbach Pfersee             | Dreigeschossige, unregelmäßige Dreiflügelanlage aus malerisch aufgegliederten Baukörpern, von Hans Schnell, 1910, Erweiterung durch Otto Bauhofer 1924 (Pater-Roth-Straße 7) Waschhaus, erdgeschossiger Walmdachbau, im Hof, 1910 | D-7-61-000-1219 Wikidata | weitere Bilder                                                                         |
| Stadtberger Straße 9 (Standort)                                                | Katholische Filialkirche St. Michael                                                   | Saalbau mit eingezogenem Chor und nördlichem Turm mit Zwiebelhaube, Turmunterbau mittelalterlich, Neubau von Georg Wörle 1685, Turmaufsatz von Hans Georg Mozart 1693, Innenausstattung 1725, mit Ausstattung | D-7-61-000-977 Wikidata  | weitere Bilder                                                                         |
| Stadtberger Straße 15 (Standort)                                               | Ehemaliges Judenhaus                                                                   | Dreigeschossiger giebelständiger Satteldachbau mit zwei polygonalen Eckerkern und Dreiecksgiebel, im Kern 16./17. Jahrhundert, Äußeres 19. Jahrhundert | D-7-61-000-978 Wikidata  | Ehemaliges Judenhaus                                                                   |
| Stadtberger Straße 21 (Standort)                                               | Sogenanntes Schlössle                                                                  | Dreigeschossiger Satteldachbau mit Treppengiebeln, pilastergerahmtem Portal, vier runden Ecktürmen und Rundturm an der Westseite, im Kern mittelalterlich, nach Übergang 1579 an die Familie von Zobel wohl durchgreifend umgebaut, 1682 der Jakobspfründe übertragen, um 1793/94 zum Krankenhaus ausgebaut | D-7-61-000-979 Wikidata  | weitere Bilder                                                                         |

## Ehemalige Baudenkmäler
In diesem Abschnitt sind Objekte aufgeführt, die früher einmal in der Denkmalliste eingetragen waren, jetzt aber nicht mehr. Objekte, die in anderem Zusammenhang also z. B. als Teil eines Baudenkmals weiter eingetragen sind, sollen hier nicht aufgeführt werden. Aktennummern in diesem Abschnitt sind ehemalige, jetzt nicht mehr gültige Aktennummern.

| Lage | Objekt                 | Beschreibung | Akten-Nr.                | Bild                   |
| --- | ---------------------- | --- | ------------------------ | ---------------------- |
| Speyerer Straße 5–11 (ungerade Nummern), Speyerer Straße 12–36 (alle Nummern), Speyerer Straße 38, Stainingerstraße 4–36 (gerade Nummern) (Standort) | Ehemalige Postsiedlung | Drei dreigeschossige Reihenhauszeilen mit flachen Pultdächern in strengen Formen der Neuen Sachlichkeit, von Georg Werner und Clemens Böhm, 1931–1932, durch Umbaumaßnahmen nach der Privatisierung teilweise gestört | D-7-61-000-1198 Wikidata | Ehemalige Postsiedlung |